# Josef Anton von Weber
Josef Anton von Weber (häufig auch Joseph Anton Weber; * 14. Januar 1685 in Arth; † 21. August 1728 ebenda) war ein Schweizer Politiker und Offizier.
Weber war der Sohn vom Schwyzer Landesfürsprech Dominik von Weber und stammte aus der Landleutefamilie Weber. Seine Ausbildung ist unbekannt. 1708 wurde er Oberstwachtmeister und 1712 während des Toggenburgerkrieges Mitglied des Kriegsrats. Wie für Mitglieder der Familie üblich, übernahm er anschliessend diverse öffentliche Ämter, so war er von 1715 bis 1717 Landesstatthalter und darauffolgend von 1717 bis 1719 Schwyzer Landammann. 1719 war er Gesandter an die Tagsatzung und 1720 bei der Jahresrechnung in Lugano.
Der Politiker und Kanzler des Klosters Einsiedeln Felix Ludwig von Weber war sein Sohn.